# システム辞書
システム辞書（システムじしょ）とは、インプットメソッドや翻訳ソフトなどに付属している辞書データ。

## 概要
日本語入力システムには、基本的に仮名での入力に対し漢字仮名交じりの出力を返したり、郵便番号の入力に対して住所を返すデータなどが付属している。
これらをシステム辞書と言うのに対し、ユーザーが各自作成したり、使用状況にしたがって自動的に作成されるものはユーザー辞書と呼ばれる。